# Milán Tóth
Milán László Tóth (* 6. Februar 2002 in Ózd) ist ein ungarischer Fußballspieler.

## Karriere
Tóth begann seine Karriere beim Kazincbarcika SC. Im September 2011 wechselte er zum Sajóvölgye FSE. Zur Saison 2013/14 wechselte er zum Győri ETO FC. Zur Saison 2018/19 wechselte er in die Jugend von Haladás Szombathely. Im November 2019 debütierte er für die erste Mannschaft von Haladás in der Nemzeti Bajnokság II. In der Saison 2019/20 kam er zu zwei Zweitligaeinsätzen. In der Saison 2020/21 absolvierte er 18 Zweitligapartien, in denen er zwei Tore erzielte. In der Saison 2021/22 gelangen ihm elf Tore in 34 Einsätzen.
Zur Saison 2022/23 wechselte der Stürmer nach Österreich zur zweiten Mannschaft des SK Sturm Graz, bei dem er einen bis Juni 2024 laufenden Vertrag erhielt. Sein Debüt in der 2. Liga gab er im Juli 2022, als er am ersten Spieltag jener Saison gegen den SV Horn in der Startelf stand. Bis Saisonende kam er zu 26 Zweitligaeinsätzen, in denen er 13 Tore erzielte.
Nachdem er zu Beginn der Saison 2023/24 noch ein Spiel für Sturm II gemacht hatte, kehrte Tóth im August 2023 nach Ungarn zurück und wechselte zum Zweitligisten Vasas Budapest.

## Persönliches
Sein Bruder Balázs (* 2004) ist ebenfalls Fußballspieler.